# Corazón rebelde
Corazón rebelde (estilizado como S.O.S Corazón rebelde) é uma telenovela chilena exibida e produzida pelo Canal 13. É a adaptação da argentina Rebelde Way, criada por Cris Morena, autora de êxitos como Floribella, Chiquititas e Casi ángeles. Conta com a direcção de Herval Abreu e supervisão de Julio Rojas, Luisa Hurtado, Daniela Lillo e León Murillo. As gravações ocorreram de março a início de agosto de 2009. A novela estreou em 18 de agosto de 2009 com grande sucesso em seu país natal, o último capítulo foi ao ar em 16 de dezembro de 2009, sendo considerada a menor versão de Rebelde Way. É a primeira produção do Canal 13 gravada em formato de alta definição (720p) que foi transmitida no sinal de teste ISDB-T em Santiago.
Assim como Rebelde Way, Rebelde, Rebelde Way (Portugal), Remix e Rebelde (Brasil), que originaram as bandas Erreway, RBD, RBL, Remix Gang e Rebeldes, respectivamente, a novela originou a banda CRZ.

## Enredo
O Alto Santiago é um colégio interno de classe alta onde os alunos recebem um elevado nível de educação e são preparados para um grande futuro. A escola conta com um programa de bolsas de estudos para jovens de baixos recursos financeiros que possuem excelente nível académico. No entanto, poucos chegam a graduar-se, já que são perseguidos por uma sociedade secreta chamada Os Exclusivos, cujo propósito é conservar a pureza da classe privilegiada.
Entre os alunos estão Cote, Manuel, Martina e Pablo, quatro jovens que, apesar de suas grandes diferenças, descobrem algo que os unirá acima de tudo: o grande amor pela música formando o grupo CRZ. Cote é filha de um grande estilista e detesta o mau-gosto, gostando de ajudar as bolsitas a ficarem "fashion". Manuel veio de Valparaíso para vingar a morte do seu pai, um marceneiro de grande estrutura social. No entanto, o seu mundo vai cair quando descobrir que o assassino do seu pai é o progenitor da garota que ama, Cote. Pablo é filho do deputado e, apesar de adorar a música, conta ocupar esse lugar mais tarde. Por fim, Martina é filha de uma atriz com a qual se zanga constantemente, devido ao sentimento de inferioridade. Apesar de todas as discussões, adora-a. 
Estes quatro jovens e todos os seus companheiros, vivem no colégio experiências incríveis.
Corazón Rebelde é uma história de adolescentes que abrem os olhos para a realidade do mundo em um ambiente elitista, onde o poder e os bens materiais são sobrevalorizados. Eles vão lutar pelo direito de amar, romper as barreiras sociais e pelos ideais nos quais acreditam.

## Elenco
Os Adolescentes
| Ator                 | Personagem                |
| -------------------- | ------------------------- |
| Luciana Echeverria   | María José (Coté) Colucci |
| Denise Rosenthal     | Martina Valdivieso        |
| Ignacio Garmendia    | Manuel Santander          |
| Augusto Schuster     | Pablo Bustamante          |
| Magdalena Müller     | Luna Fernández            |
| Felipe Álvarez       | Guido Lassen              |
| Maria Gracia Omegna  | Pilar Ortuzar             |
| Samir Ubilla         | Nicolás Hurtado           |
| Carolina Vargas      | Maite Medina              |
| Constanza Varela     | Victoria (Vico) López     |
| José Manuel Palacios | Tomás Ezurra              |
| Constanza Pozo       | Francisca (Fran) Valdés   |
| Francisco González   | Marcos Délano             |

Adultos e amigos
| Ator               | Personagem        |
| ------------------ | ----------------- |
| Katty Kowaleczko   | Sonia Rey         |
| Fernando Kliche    | Franco Colucci    |
| Tomás Vidiella     | Sergio Bustamante |
| Aranzazú Yankovic  | Pepa              |
| Teresita Reyes     | Sandra Fernández  |
| Eduardo Barril     | Fernando          |
| Solange Lackington | Cláudia Ortuzar   |
| Elvira Cristi      | Gloria            |
| Loreto Valenzuela  | Luz María         |
| Nicolás Saavedra   | Diego Mancilla    |
| Alex Zissis        | Marcelo Ortuzar   |
| Erto Pantoja       | Peter             |
| Ignacia Baeza      | Daniela           |
| Teresa Munchmeyer  | Hilda             |

## Participações
- Carolina Arregui - Marina Cáceres
- Guido Vecchiola - Mauro Del Solar
- Jazmín Haddad - Cibele Sender
- Mariana Derderian - Silvia Colucci
- Luis Eduardo Campos - Nachito
- Gabriela Ernst - Carmensita
- Loreto Araya - Claudia Ortuzar
- Kevin Vázquez - Key-B
- Fabiola Matte - Mariangél
- Adriana Vacarezza - Norma
- Alejandro Trejo - Raúl Santander
- Mabel Farías - Elena Santander
- Agustín Moya - Federico Valdivieso
- Loreto Moya - Anita
- Jaime Omeñaca - Valentín Hurtado
- Catalina González - Julieta Donoso
- Marcela Osorio - Mercedes Donoso
- Alessandra Guerzoni - Estela Bustamante
- Florencia Monasterio - Olivia
- Jaime Artus - aluno do Alto Santiago
- Pablo Ausensi - John Colucci
- Emilio García - Eric Zavalla
- Luis Gnecco - Diretor Iturra
- Gonzalo Cadiz - Patricio López

## Trilha Sonora
1. When I Grow Up - The Pussycat Dolls (tema de Coté)
2. Girlfriend - Avril Lavigne (tema de Locação)
3. New Divide - Linkin Park (tema de Manuel)
4. What I've Done - Linkin Park
5. CrushCrushCrush - Paramore
6. Poker Face - Lady Gaga (tema dos Adolescentes)
7. Enséñame a Vivir - Thalía (tema de Sonia)
8. Thinking of You - Katy Perry (tema de Luna)
9. Eres la luz - Denise Rosenthal (tema de Maite)
10. Estaba escrito - Augusto Schuster & Denise Rosenthal (tema de Pablo & Martina e de Coté e Manuel)
11. Party - Demi Lovato (tema de Fran)
12. SOS - Jonas Brothers
13. Eres la luz - Denise Rosenthal
14. A Quien Le Inporta - Thalía (tema de rebeldia)
15. Cuidado con el Fuego - Don Omar (tema de Coté)
16. I Gotta Feeling - Black Eyed Peas (tema da Escola)
17. Não Me Leve A Mal (Let me live) - Wanessa
18. Equivocada - Thalía
19. Inolvidable - Reik